# Eutreta coalita
Eutreta coalita är en tvåvingeart som beskrevs av Blanc 1979. Eutreta coalita ingår i släktet Eutreta och familjen borrflugor. Inga underarter finns listade i Catalogue of Life.